# Zeugophora hozumii
Zeugophora hozumii is een keversoort uit de familie halstandhaantjes (Megalopodidae). De wetenschappelijke naam van de soort werd in 1953 gepubliceerd door Chujo.